# Matvei Blànter
Matvei Issaàkovitx Blànter, rus: Матвей Исаакович Блантер, (10 de febrer [C.J. 28 de gener] de 1903, Potxep, llavors Imperi Rus - 27 de setembre de 1990, Moscou, Unió Soviètica) va ser un dels més prominents compositors de cançons populars i música per a pel·lícules de la Unió Soviètica. A més de moltes altres obres, va escriure la música de la internacionalment famosa "Katiuixa" (1938), interpretada actualment a tot el món. Va estar en actiu fins al 1975, i escrigué més de 2000 cançons.

## Infància i educació
Blànter, fill d'un artesà jueu, va néixer a la ciutat de Potxep, llavors a la gubèrnia de Txernígov de l'Imperi Rus. Va estudiar piano i violí a l'Escola Superior de Música de Kursk. El 1917-1919, va continuar la seva formació a Moscou, on va estudiar violí i composició.

## Carrera
Les primeres cançons de Blànter ser compostes cap a 1920. En aquell temps, escrivia música de jazz i danses lleugeres, incloent "John Gray", rus: Джон Грей, (1923), un foxtrot que es va convertir en un gran èxit. A la dècada de 1930, el seu estil canvia, i la seva la música es pot atribuir al realisme socialista.
Algunes de les cançons de Blànter dels anys 30 van ser les cançons interpretades pel Cor de l'Exèrcit Roig que immortalitzaven els herois bolxevics de la guerra civil russa. La més famosa entre aquestes és "La cançó de Sxors" (1935), que explica la història del comandant ucraïnès de l'Exèrcit Roig Mikola Sxors, i "Partizan Jelezniak", rus: Партизан Железняк (1936), que combina els ritmes energètics d'una cançó de marxa militar amb elements d'un balada trista, ja que descriu la mort heroica del comandant Jelezniak en la batalla (la cançó s'obre i es tanca amb una estrofa sobre el túmul solitari de Jelezniak a les estepes). Les cançons van entrar immediatament al repertori de Leonid Utióssov i Lídia Ruslànova. Ruslànova va ser un dels primers a cantar l'obra mestra de Blànter, la famosa Katiuixa (1938, lletra de Mikhaïl Issakovski)
Una altra notable cançó de Blànter d'aquell període és "Joventut", rus: мо́лодость mólodost' (1937), una alegre marxa que afirma que "ara mateix, tothom és jove al nostre jove i bell país"; "Stalin és la nostra glòria en la batalla" (1937), un himne a Stalin àmpliament interpretat; i "La marxa del futbol", rus: Футбольный марш Futbolni marx (1938), música què encara és interpretada en l'inici de cada partit de futbol a Rússia.
La interpenetració orgànica d'herois i lletres es desenvolupa en les cançons dels anys de la guerra. Una de les primeres, «До свиданья, города и хаты» (lletra de M. Issakovski) va ser escrita el 23 de juny de 1941, i els reclutes anaven al front amb ella. Juntament amb la prebèl·lica Katiuixa, les cançons de Blànter sonaven al front i a la rereguarda: «Моя любимая», (lletra de Ievgueni Dolmatovski, 1942), «Огонёк», «В лесу прифронтовом» (ambdues amb M. Issakovski, 1943), «Как служил солдат», «Песня военных корреспондентов» (ambdues amb Konstantín Símonov, 1944), «Под звездами балканскими» (amb M. Issakovski, 1944) i moltes altres (prop de 50 cançons en total durant la Gran Guerra Patriòtica). El 1945 va compondre «Враги сожгли родную хату» (amb M. Issakovski), interpretada a l'escenari 15 anys després per Mark Bernés (1960). «Лучше нету того цвету» (1946), «Летят перелетные птицы» (1949) (ambdues amb M. Issakovski), «В городском саду» (1947) (amb Aleksei Fatiànov), «Присядем, друзья, перед дальней дорогой» (1962) (amb V. Dikhovitxni i M. Slobodskoi, es va convertir en la cançó favorita dels cosmonautes), «Черноглазая казачка» (1966) (amb Ilià Selvinski), un cicle de cançons de reflexió sobre poemes de Bulat Okudjava (1967) i moltes altres que aconseguir fama en els anys de la postguerra.
Va continuar treballant activament fins al 1975. En total, va ser l'autor de més de 200 cançons, suites per a veu i orquestra, operetes, música per a espectacles, pel·lícules, programes de ràdio. Totes les seves cançons es caracteritzen per la seva impulsivitat, obertura, sentit de l'humor, optimisme. Les melodies del compositor són brillants, molt individuals, fàcils de recordar. En la seva creativitat melòdica, hereta les tradicions de M. I. Glinka i P. I. Txaikovski.
Fou membre de la Unió de Compositors Soviètics i del Comitè antisionista del poble soviètic.
Matvei Blànter morí el 27 de setembre de 1990 a Moscou. És enterrat al Cementiri de Novodévitxi (sector núm. 10).

## Memòria
La música de Blànter va entrar al fons daurat de la cultura soviètica. Les seves cançons van ser interpretades per Leonid Utióssov, Vladímir Buntxikov, Vladímir Netxàiev, Gueorgui Vinogràdov, Serguei Lémeixev, Ióssif Kobzon, Iuri Bogàtikov, Lídia Ruslànova, Mark Bernés, Leonid Kharitónov, Bulat Okudjava i el Cor de l'Exèrcit Roig.
La cançó lírica "Kaiuixa", escrita amb versos de Mikhaïl Issakovski el 1938, es va convertir en veritablement popular i un dels símbols de la Gran Guerra Patriòtica. Més tard, la melodia "Kaiuixi" esdevingué generalment un dels símbols de Rússia, la melodia i la cançó s'interpreten a tot arreu, tant a Rússia com a molts països estrangers.
Una altra cançó famosa: "Els ocells migratoris volen", rus: Летят перелётные птицы Letiat perelótniie ptitsi (escrita en coautoria amb Mikhaïl Issakovski és de l'orientació patriòtica més forta. "La marxa del futbol" encara s'interpreta abans de cada partit de futbol a Rússia i una sèrie d'antigues repúbliques soviètiques.
Les cançons de Blànter han rebut la lletra de molts autors, com ara M. S. Golodni, V. I. Lébedev-Kumatx, A. A. Kovalenkov, Ie. A. Dolmatovski, K. M. Símonov, A. A. Surkov, I. L. Selvinski, M. A. Svetlov, A. I. Fatiànov, S. G. Ostrovoi, V. A. Lugovskoi, M. L. Matussovski, R. G. Gamzàtov, Ie. A. Ievtuixenko, A. V. Sofrónov, V. A. Lifxits i altres poetes. Més de 20 cançons foren creades en col·laboració amb M. V. Issakovski. Molts dels poemes van ser escrits primer com a obres independents, però la cançó del mateix nom els va donar fama.